# Sylvain Nicolas

a Compétitions nationales et continentales officielles uniquement.

Dernière mise à jour le 30 juillet 2019.
Sylvain Nicolas, né le 21 juin 1987 à Bourgoin-Jallieu, est un joueur français de rugby à XV qui évolue au poste de troisième ligne aile.  

## Biographie

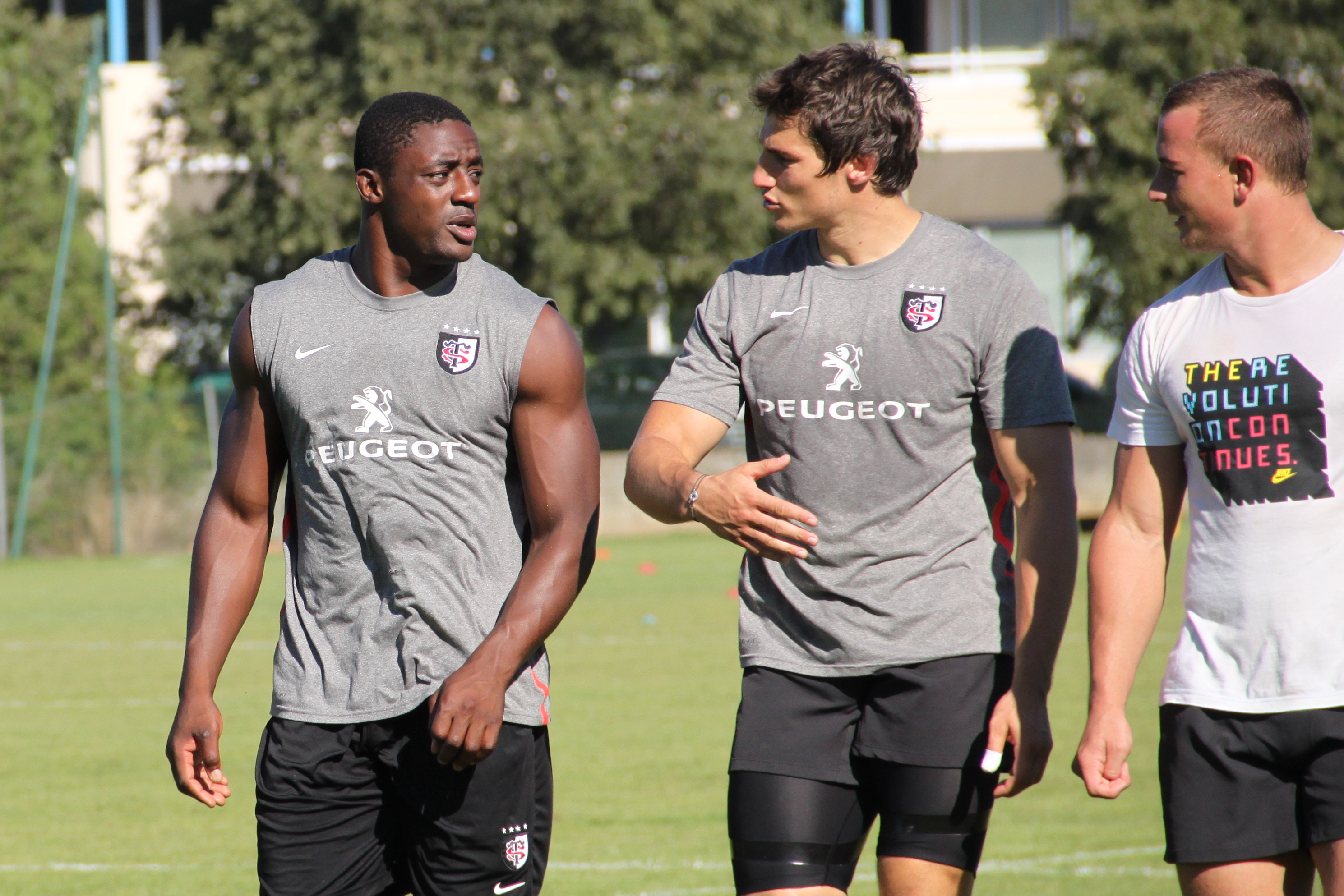
Sylvain Nicolas, au centre, en discussion avec Yannick Nyanga.

Il a été formé au CS Bourgoin-Jallieu.
En avril 2010, il signe un contrat de 4 ans avec le Stade toulousain. Pour sa première saison à Toulouse, il n'est pas épargné par les blessures. En septembre, il se blesse au genou lors du match contre Biarritz; en avril 2011, il se blesse à l'épaule lors du quart de finale de H Cup contre le Biarritz olympique.
Il joue par la suite au Stade français Paris.
Lors de la rentrée 2019, il met un terme à sa carrière et s'inscrit à la formation de manager général de club sportif dispensée par le Centre de droit et d'économie du sport de Limoges, au côté, notamment, de son ancien coéquipier Yannick Nyanga.

## Palmarès
- Champion de France : 2011, 2012, 2015
- Vainqueur du Challenge européen : 2017
- Finaliste du Challenge européen : 2009

## Autres activités
Avec ses anciens coéquipiers Pascal Papé et David Attoub, il est copropriétaire du prestigieux restaurant L'Île, situé à Vernaison.